# Urodonta branicki
Urodonta branicki är en fjärilsart som beskrevs av Charles Oberthür 1881. Urodonta branicki ingår i släktet Urodonta och familjen tandspinnare. Inga underarter finns listade i Catalogue of Life.